# Potentiel chimique
En thermodynamique chimique, le potentiel chimique d'une espèce chimique est la variation d'énergie d'un système thermodynamique due à la variation de la quantité (nombre de moles) de cette espèce dans ce système. Étroitement lié au deuxième principe de la thermodynamique, le potentiel chimique permet d'étudier la stabilité des espèces chimiques et leur tendance à changer d'état, à réagir chimiquement ou à migrer par diffusion.
La fugacité et l'activité chimique, définies à partir du potentiel chimique, sont plus faciles à manipuler que celui-ci.

## Historique
Le potentiel chimique est une notion introduite entre 1875 et 1878 par Willard Gibbs et Pierre Duhem. Il se révéla toutefois difficile à manipuler, car un potentiel chimique ne peut être calculé qu'à une constante additive près et non de façon absolue ; de plus le potentiel chimique de toute espèce tend vers l'infini négatif à dilution infinie. En 1900 et 1901 Gilbert Lewis introduit la fugacité, efficace dans son application pour les gaz, puis en 1923 l'activité chimique, plus spécialement employée pour les phases condensées (liquide ou solide).

## Définition
Soit un mélange de {\displaystyle N} constituants. Le potentiel chimique {\displaystyle \mu _{i}} de tout constituant {\displaystyle i} est défini pour chacun des quatre potentiels thermodynamiques :
- énergie interne (c'est par cette relation que Gibbs introduisit le potentiel chimique) :

{\displaystyle \mathrm {d} U=-P\,\mathrm {d} V+T\,\mathrm {d} S+\sum _{i=1}^{N}\mu _{i}\,\mathrm {d} n_{i}}
- énergie libre : {\displaystyle F=U-TS}

{\displaystyle \mathrm {d} F=-P\,\mathrm {d} V-S\,\mathrm {d} T+\sum _{i=1}^{N}\mu _{i}\,\mathrm {d} n_{i}}
- enthalpie : {\displaystyle H=U+PV}

{\displaystyle \mathrm {d} H=V\,\mathrm {d} P+T\,\mathrm {d} S+\sum _{i=1}^{N}\mu _{i}\,\mathrm {d} n_{i}}
- enthalpie libre : {\displaystyle G=H-TS}

{\displaystyle \mathrm {d} G=V\,\mathrm {d} P-S\,\mathrm {d} T+\sum _{i=1}^{N}\mu _{i}\,\mathrm {d} n_{i}}
avec :
- {\displaystyle P} la pression ;
- {\displaystyle T} la température ;
- {\displaystyle V} le volume ;
- {\displaystyle S} l'entropie ;
- {\displaystyle n_{i}} la quantité (nombre de moles) du corps {\displaystyle i}.

Le potentiel chimique, en tant que dérivée partielle d'un potentiel thermodynamique, peut donc être défini de diverses façons, toutes équivalentes :
| Potentiel chimique : {\displaystyle \mu _{i}=\left({\frac {\partial U}{\partial n_{i}}}\right)_{V,S,n_{j\neq i}}=\left({\frac {\partial F}{\partial n_{i}}}\right)_{V,T,n_{j\neq i}}=\left({\frac {\partial H}{\partial n_{i}}}\right)_{P,S,n_{j\neq i}}=\left({\frac {\partial G}{\partial n_{i}}}\right)_{P,T,n_{j\neq i}}} |

Le potentiel chimique a la dimension d'une énergie molaire et s'exprime en joules par mole, J/mol, dans le système international d'unités (SI).
La relation liant le potentiel chimique à l'énergie libre {\displaystyle F} est particulièrement importante en calorimétrie, où les réactions chimiques sont étudiées à volume et température constants. Elle tient également une place centrale en physique statistique.
C'est toutefois la dernière de ces définitions, celle qui lie le potentiel chimique à l'enthalpie libre {\displaystyle G}, qui est la plus importante, car les réactions chimiques sont généralement étudiées à pression et température constantes (voir l'article Équilibre chimique).
Comme les potentiels thermodynamiques, le potentiel chimique ne peut pas être calculé de façon absolue, il est toujours établi à une constante additive près. Cette indétermination et sa limite dans le cas de la dilution infinie rendent son usage difficile. D'autres grandeurs définies à partir du potentiel chimique permettent de pallier cette difficulté : la fugacité et l'activité chimique peuvent être calculées de façon absolue et ne présentent pas de limite problématique.

## Relation avec l'enthalpie libre

### Enthalpie libre molaire partielle
Le potentiel chimique est lié de façon particulière à l'enthalpie libre {\displaystyle G}, car il s'agit du seul potentiel thermodynamique dont le potentiel chimique est la grandeur molaire partielle :
| Enthalpie libre molaire partielle : {\displaystyle \mu _{i}={\bar {G}}_{i}=\left({\frac {\partial G}{\partial n_{i}}}\right)_{P,T,n_{j\neq i}}} |

### Identité d'Euler
Selon le théorème d'Euler sur les fonctions homogènes du premier ordre on peut écrire, pour toute grandeur extensive {\displaystyle X}, la relation entre cette grandeur et les grandeurs molaires partielles {\displaystyle {\bar {X}}_{i}} :
{\displaystyle X=\sum _{i=1}^{N}n_{i}{\bar {X}}_{i}}
Dans le cas particulier de l'enthalpie libre cela implique, étant donné l'identité des potentiels chimiques et des enthalpies libres molaires partielles :
{\displaystyle G=\sum _{i=1}^{N}n_{i}{\bar {G}}_{i}}
{\displaystyle \mu _{i}={\bar {G}}_{i}}
| Identité d'Euler pour l'enthalpie libre : {\displaystyle G=\sum _{i=1}^{N}n_{i}\mu _{i}} |

En divisant par {\displaystyle n=\sum _{i=1}^{N}n_{i}} la quantité totale de matière dans le mélange, on a également la relation :
| Enthalpie libre molaire du mélange : {\displaystyle {\bar {G}}=\sum _{i}^{N}x_{i}\mu _{i}} |

avec :
- {\displaystyle {\bar {G}}={G \over n}}, l'enthalpie libre molaire du mélange ;
- {\displaystyle x_{i}={n_{i} \over n}}, la fraction molaire du corps {\displaystyle i} dans le mélange.

### Relation de Gibbs-Duhem
En différentiant l'identité d'Euler pour l'enthalpie libre, on obtient :
(1) {\displaystyle \mathrm {d} G=\sum _{i=1}^{N}n_{i}\,\mathrm {d} \mu _{i}+\sum _{i=1}^{N}\mu _{i}\,\mathrm {d} n_{i}}
La différentielle de l'enthalpie libre s'écrit, dans ses variables naturelles :
(2) {\displaystyle \mathrm {d} G=V\,\mathrm {d} P-S\,\mathrm {d} T+\sum _{i=1}^{N}\mu _{i}\,\mathrm {d} n_{i}}
On peut identifier les différents termes des équations (1) et (2), on obtient la relation de Gibbs-Duhem :
| Relation de Gibbs-Duhem : {\displaystyle V\,\mathrm {d} P-S\,\mathrm {d} T=\sum _{i=1}^{N}n_{i}\,\mathrm {d} \mu _{i}} |

Cette relation n'est valable que pour des transformations réversibles dans lesquelles le travail n'est dû qu'à des forces de pression.

### Autres relations avec l'enthalpie libre molaire
Puisque {\displaystyle \mu _{i}=\left({\partial G \over \partial n_{i}}\right)_{P,T,n_{j\neq i}}} et {\displaystyle G=n{\bar {G}}} on peut écrire :
et, puisque {\displaystyle {\bar {G}}} est une fonction des fractions molaires {\displaystyle x}, en employant le théorème de dérivation des fonctions composées :
avec :
- {\displaystyle {\bar {G}}} l'enthalpie libre molaire ;
- {\displaystyle n=\sum _{i=1}^{N}n_{j}} la quantité de matière totale dans le mélange ;
- {\displaystyle n_{i}} la quantité du corps {\displaystyle i} ;
- {\displaystyle x_{i}} la fraction molaire du corps {\displaystyle i}, {\displaystyle x_{i}=n_{i}/n}.

## Autres relations

### Relations avec d'autres grandeurs molaires partielles
En appliquant le théorème de Schwarz, le potentiel chimique est lié à d'autres grandeurs molaires partielles : 
- {\displaystyle {\bar {V}}_{i}=\left({\frac {\partial V}{\partial n_{i}}}\right)_{P,T,n_{j\neq i}}} le volume molaire partiel, d'après l'équation d'état {\displaystyle V=\left({\frac {\partial G}{\partial P}}\right)_{T,n}}[5] :

- {\displaystyle {\bar {S}}_{i}=\left({\frac {\partial S}{\partial n_{i}}}\right)_{P,T,n_{j\neq i}}} l'entropie molaire partielle, d'après l'équation d'état {\displaystyle S=-\left({\frac {\partial G}{\partial T}}\right)_{P,n}}[5] :

- {\displaystyle {\bar {H}}_{i}=\left({\frac {\partial H}{\partial n_{i}}}\right)_{P,T,n_{j\neq i}}} l'enthalpie molaire partielle, d'après la relation de Gibbs-Helmholtz {\displaystyle H=\left({\frac {\partial {\frac {G}{T}}}{\partial {\frac {1}{T}}}}\right)_{P,n}}[5] :

- {\displaystyle {\bar {F}}_{i}=\left({\frac {\partial F}{\partial n_{i}}}\right)_{P,T,n_{j\neq i}}} l'énergie libre molaire partielle, d'après {\displaystyle {\bar {F}}_{i}={\bar {G}}_{i}-P{\bar {V}}_{i}} :

- {\displaystyle {\bar {U}}_{i}=\left({\frac {\partial U}{\partial n_{i}}}\right)_{P,T,n_{j\neq i}}} l'énergie interne molaire partielle, d'après {\displaystyle {\bar {U}}_{i}={\bar {H}}_{i}-P{\bar {V}}_{i}} :

Enfin, par définition de l'enthalpie libre, {\displaystyle G=H-TS=U+PV-TS=F+PV}, en dérivant selon {\displaystyle n_{i}} à pression, température et quantités des autres composants constantes :

### Variation isotherme du potentiel chimique
Les équations d'état et le théorème de Schwarz permettent d'établir la variation du potentiel chimique en fonction de la pression {\displaystyle P}, la température {\displaystyle T} ou l'entropie {\displaystyle S}. Les deux relations les plus importantes sont les suivantes :
- avec {\displaystyle \mu _{i}=\left({\frac {\partial F}{\partial n_{i}}}\right)_{V,T,n_{j\neq i}}} et {\displaystyle \left({\frac {\partial F}{\partial V}}\right)_{T,n}=-P}, on obtient :

| {\displaystyle \left({\frac {\partial \mu _{i}}{\partial V}}\right)_{T,n}=-\left({\frac {\partial P}{\partial n_{i}}}\right)_{V,T,n_{j\neq i}}} |

- avec {\displaystyle \mu _{i}=\left({\frac {\partial G}{\partial n_{i}}}\right)_{P,T,n_{j\neq i}}} et {\displaystyle \left({\frac {\partial G}{\partial P}}\right)_{T,n}=V}, on obtient :

| {\displaystyle \left({\frac {\partial \mu _{i}}{\partial P}}\right)_{T,n}=\left({\frac {\partial V}{\partial n_{i}}}\right)_{P,T,n_{j\neq i}}} |

cette dernière expression étant le volume molaire du corps {\displaystyle i} pur ou le volume molaire partiel du corps {\displaystyle i} dans le mélange, noté {\displaystyle {\bar {V}}_{i}} :
On a par conséquent, avec {\displaystyle f_{i}} la fugacité du corps {\displaystyle i} :

### Dépendance à la composition
Le potentiel chimique de tout corps {\displaystyle i} à pression et température constantes, dans un mélange quelconque dans lequel il est représenté par la fraction molaire {\displaystyle x_{i}}, admet deux limites :
- pour le corps {\displaystyle i} pur :

{\displaystyle \lim _{x_{i}\to 1}\mu _{i}=\mu _{i}^{*}}
Cette valeur finie ne dépend que de la pression {\displaystyle P}, de la température {\displaystyle T} et de la nature de {\displaystyle i} ; par définition {\displaystyle \mu _{i}^{*}={\bar {G}}_{i}^{*}} l'enthalpie libre molaire du corps {\displaystyle i} pur à {\displaystyle P} et {\displaystyle T} ;
- pour le corps {\displaystyle i} (soluté) infiniment dilué dans un solvant {\displaystyle s}[4],[6] :

{\displaystyle \lim _{x_{i}\to 0 \atop x_{s}\to 1}\mu _{i}=-\infty }
À dilution infinie d'une espèce {\displaystyle i} dans une espèce {\displaystyle s}, que la solution soit gazeuse, liquide ou solide, l'espèce {\displaystyle s} exerce une attraction infiniment forte sur l'espèce {\displaystyle i}. Il est par conséquent impossible d'obtenir l'espèce {\displaystyle s} infiniment pure. Une espèce purifiée a naturellement tendance à se polluer par attraction d'autres espèces présentes dans son environnement (par exemple, dans le matériau de son contenant).
Les potentiels chimiques peuvent être écrits en fonction de la pression, de la température et de la composition :
{\displaystyle \mu _{i}=\mu _{i}\!\left(P,T,n\right)}
{\displaystyle \mathrm {d} \mu _{i}=\left({\frac {\partial \mu _{i}}{\partial P}}\right)_{T,n}\,\mathrm {d} P+\left({\frac {\partial \mu _{i}}{\partial T}}\right)_{P,n}\,\mathrm {d} T+\sum _{j=1}^{N}\left({\frac {\partial \mu _{i}}{\partial n_{j}}}\right)_{P,T,n_{k\neq j}}\,\mathrm {d} n_{j}}
On a ainsi, par les relations avec le volume molaire partiel {\displaystyle {\bar {V}}_{i}} et l'entropie molaire partielle {\displaystyle {\bar {S}}_{i}} vues plus haut :
Pour un corps pur {\displaystyle i} à pression {\displaystyle P} et température {\displaystyle T} constantes, la relation précédente donne : {\displaystyle \mathrm {d} \mu _{i}^{*}=\left({\partial \mu _{i}^{*} \over \partial n_{i}}\right)_{P,T}\,\mathrm {d} n_{i}}. Or dans ces conditions la relation de Gibbs-Duhem donne : {\displaystyle n_{i}\,\mathrm {d} \mu _{i}^{*}=0}. On en déduit que :
À pression et température constantes, le potentiel chimique {\displaystyle \mu _{i}^{*}} d'un corps pur ne dépend pas de la quantité {\displaystyle n_{i}} de ce constituant.
Pour un mélange, les conditions de stabilité d'un équilibre thermodynamique imposent que :
Le potentiel chimique {\displaystyle \mu _{i}} d'une espèce chimique {\displaystyle i} quelconque dans un mélange augmente lorsque l'on augmente la quantité {\displaystyle n_{i}} de cette espèce, les quantités des autres constituants restant constantes (en l'absence de réaction chimique), et ce quelles que soient les autres conditions opératoires également maintenues constantes.
En appliquant le théorème de Schwarz aux relations définissant le potentiel chimique par rapport aux potentiels thermodynamiques, on obtient, pour toutes espèces chimiques {\displaystyle i} et {\displaystyle j} d'un mélange :
À pression et températures constantes, la relation de Gibbs-Duhem donne : {\displaystyle \sum _{i=1}^{N}n_{i}\,\mathrm {d} \mu _{i}=0}. On en déduit que, pour toute espèce chimique {\displaystyle j} du mélange :
En substituant la dernière relation obtenue plus haut par le théorème de Schwarz, on obtient :

## Équilibres

### Équilibre de phases
Soit un système isolé de volume {\displaystyle V}, contenant {\displaystyle N} espèces chimiques : par définition il n'échange ni travail, ni chaleur, ni matière avec l'extérieur. On considère également que ce système n'est le siège d'aucune réaction chimique, aussi peut-on écrire :
- le système n'échange pas de travail avec l'extérieur, ses parois sont indéformables : {\displaystyle \mathrm {d} V=0} ;
- le système n'échange pas de chaleur avec l'extérieur, il est isentropique : {\displaystyle \mathrm {d} S=0} ;
- le système n'échange pas de matière avec l'extérieur, en l'absence de réaction chimique on peut écrire pour chaque corps {\displaystyle i} : {\displaystyle \mathrm {d} n_{i}=0}.

On a donc, selon le premier principe de la thermodynamique, conservation de l'énergie interne {\displaystyle U} pour l'ensemble du système :
{\displaystyle \mathrm {d} U=-P\,\mathrm {d} V+T\,\mathrm {d} S+\sum _{i=1}^{N}\mu _{i}\,\mathrm {d} n_{i}=0}
Si le système isolé contient deux phases, appelées {\displaystyle \alpha } et {\displaystyle \beta }, à l'équilibre thermodynamique, on écrit pour chacune des deux phases la variation d'énergie interne :
{\displaystyle \mathrm {d} U^{\alpha }=-P^{\alpha }\,\mathrm {d} V^{\alpha }+T^{\alpha }\,\mathrm {d} S^{\alpha }+\sum _{i=1}^{N}\mu _{i}^{\alpha }\,\mathrm {d} n_{i}^{\alpha }}
{\displaystyle \mathrm {d} U^{\beta }=-P^{\beta }\,\mathrm {d} V^{\beta }+T^{\beta }\,\mathrm {d} S^{\beta }+\sum _{i=1}^{N}\mu _{i}^{\beta }\,\mathrm {d} n_{i}^{\beta }}
avec :
- {\displaystyle U^{\alpha }} et {\displaystyle U^{\beta }} les énergies internes respectives des deux phases ;
- {\displaystyle P^{\alpha }} et {\displaystyle P^{\beta }} les pressions respectives des deux phases ;
- {\displaystyle V^{\alpha }} et {\displaystyle V^{\beta }} les volumes respectifs des deux phases ;
- {\displaystyle T^{\alpha }} et {\displaystyle T^{\beta }} les températures respectives des deux phases ;
- {\displaystyle S^{\alpha }} et {\displaystyle S^{\beta }} les entropies respectives des deux phases ;
- {\displaystyle \mu _{i}^{\alpha }} et {\displaystyle \mu _{i}^{\beta }} les potentiels chimiques respectifs du corps {\displaystyle i} dans chacune des deux phases ;
- {\displaystyle n_{i}^{\alpha }} et {\displaystyle n_{i}^{\beta }} les quantités respectives du corps {\displaystyle i} dans chacune des deux phases.

Avec les relations sur le système global isolé, en l'absence de réaction chimique :
- énergie interne totale {\displaystyle U=U^{\alpha }+U^{\beta }} constante : {\displaystyle \mathrm {d} U=\mathrm {d} U^{\alpha }+\mathrm {d} U^{\beta }=0}, selon le premier principe de la thermodynamique de conservation de l'énergie ;
- volume total {\displaystyle V=V^{\alpha }+V^{\beta }} constant : {\displaystyle \mathrm {d} V=\mathrm {d} V^{\alpha }+\mathrm {d} V^{\beta }=0} ;
- quantités de matière totales {\displaystyle n_{i}=n_{i}^{\alpha }+n_{i}^{\beta }} constantes : {\displaystyle \mathrm {d} n_{i}=\mathrm {d} n_{i}^{\alpha }+\mathrm {d} n_{i}^{\beta }=0} pour tout {\displaystyle i\in [1,\cdots ,N]}.

Attention : ce sont les grandeurs totales du système global isolé (de l'ensemble constitué par les deux phases) qui sont constantes, pas les grandeurs propres à chacune des deux phases qui, elles, peuvent varier au cours de la transformation, leurs variations étant opposées : par ex., les volumes des phases {\displaystyle V^{\alpha }} et {\displaystyle V^{\beta }} peuvent varier, mais le volume total des deux phases {\displaystyle V=V^{\alpha }+V^{\beta }} est constant et {\displaystyle \mathrm {d} V^{\beta }=-\mathrm {d} V^{\alpha }}.
On obtient la relation globale pour l'ensemble des deux phases, selon le premier principe de la thermodynamique :
{\displaystyle \mathrm {d} U=-\left(P^{\alpha }-P^{\beta }\right)\,\mathrm {d} V^{\alpha }+T^{\alpha }\,\mathrm {d} S^{\alpha }+T^{\beta }\,\mathrm {d} S^{\beta }+\sum _{i=1}^{N}\left(\mu _{i}^{\alpha }-\mu _{i}^{\beta }\right)\,\mathrm {d} n_{i}^{\alpha }=0}
Selon le deuxième principe de la thermodynamique, l'entropie totale {\displaystyle S=S^{\alpha }+S^{\beta }} du système isolé ne peut qu'augmenter. L'équilibre est atteint lorsque l'entropie totale du système a atteint un maximum : les variations d'entropie des deux phases sont alors liées par : {\displaystyle \mathrm {d} S=\mathrm {d} S^{\alpha }+\mathrm {d} S^{\beta }=0}. On peut donc écrire pour le système global à l'équilibre :
Quand les deux phases sont à l'équilibre, cela ne signifie pas qu'il n'y a pas d'échanges entre elles. Les deux phases continuent à échanger de la matière et de l'énergie, mais globalement les échanges se font dans les deux sens et se compensent : l'état d'équilibre obtenu dans ce cas peut être qualifié de dynamique ou stationnaire. Les variations {\displaystyle \mathrm {d} V^{\alpha }}, {\displaystyle \mathrm {d} S^{\alpha }} et {\displaystyle \mathrm {d} n_{i}^{\alpha }} pour tout {\displaystyle i\in [1,\cdots ,N]} sont donc non nulles à l'équilibre. La relation précédente implique par conséquent l'homogénéité des potentiels mécanique (pression), thermique (température) et chimiques (potentiels chimiques) entre les deux phases à l'équilibre :
- {\displaystyle P^{\alpha }=P^{\beta }} ;
- {\displaystyle T^{\alpha }=T^{\beta }} ;
- {\displaystyle \mu _{i}^{\alpha }=\mu _{i}^{\beta }} pour tout {\displaystyle i\in [1,\cdots ,N]}.

Une autre façon d'obtenir ce résultat est de considérer que lorsque l'équilibre est atteint, c'est-à-dire lorsque l'entropie du système isolé est maximale, alors l'énergie totale du système (constante) correspond à un minimum par rapport aux diverses variables du système, ce qui implique que :
- {\displaystyle \left({\partial U \over \partial V^{\alpha }}\right)_{S^{\alpha }\!,\,n^{\alpha }}=-\left(P^{\alpha }-P^{\beta }\right)=0} ;
- {\displaystyle \left({\partial U \over \partial S^{\alpha }}\right)_{V^{\alpha }\!,\,n^{\alpha }}=T^{\alpha }-T^{\beta }=0} ;
- {\displaystyle \left({\partial U \over \partial n_{i}^{\alpha }}\right)_{V^{\alpha }\!,\,S^{\alpha }\!,\,n_{j\neq i}^{\alpha }}=\mu _{i}^{\alpha }-\mu _{i}^{\beta }=0} pour tout {\displaystyle i\in [1,\cdots ,N]}.

Les conditions d'équilibre sont donc données par :
| Équilibre mécanique | homogénéité de la pression {\displaystyle P}                                                                                  |
| Équilibre thermique | homogénéité de la température {\displaystyle T}                                                                               |
| Équilibre chimique  | homogénéité des potentiels chimiques pour tout corps {\displaystyle i} : {\displaystyle \mu _{i}^{\alpha }=\mu _{i}^{\beta }} |

Ces conditions sont généralisables à plus de deux phases en équilibre (gaz-liquide-liquide ou gaz-liquide-solide par exemple).
Note sur l'homogénéité des potentiels chimiques
L'homogénéité des potentiels chimiques signifie que pour le corps 1 {\displaystyle \mu _{1}^{\alpha }=\mu _{1}^{\beta }}, pour le corps 2 {\displaystyle \mu _{2}^{\alpha }=\mu _{2}^{\beta }}, … , pour le corps {\displaystyle N} {\displaystyle \mu _{N}^{\alpha }=\mu _{N}^{\beta }}, mais pas que ces potentiels sont égaux entre corps différents : {\displaystyle \mu _{1}^{\alpha }\neq \mu _{2}^{\alpha }\neq \cdots \neq \mu _{N}^{\alpha }}.

### Équilibre chimique
Soit une réaction chimique quelconque notée sous la forme :
en attribuant selon la convention stœchiométrique une valeur négative aux coefficients stœchiométriques des réactifs, et positive à ceux des produits :
- {\displaystyle \nu _{i}<0} pour un réactif ;
- {\displaystyle \nu _{i}>0} pour un produit ;
- {\displaystyle \nu _{i}=0} pour un inerte.

L'affinité chimique {\displaystyle {\mathcal {A}}} est formellement définie par :
| Affinité chimique : {\displaystyle {\mathcal {A}}=-\sum _{i=1}^{N}\nu _{i}\mu _{i}} |

On note {\displaystyle \xi } l'avancement de réaction et {\displaystyle n_{i}} la quantité du composant {\displaystyle i}. On a {\displaystyle \mathrm {d} \xi ={\frac {\mathrm {d} n_{i}}{\nu _{i}}}} pour tout {\displaystyle i\in [1,\cdots ,N]}. Le deuxième principe de la thermodynamique implique la condition d'évolution spontanée de toute réaction chimique :
| Condition d'évolution spontanée : {\displaystyle {\mathcal {A}}\,\mathrm {d} \xi =-\sum _{i=1}^{N}\mu _{i}\,\mathrm {d} n_{i}>0} |

{\displaystyle {\mathcal {A}}} et {\displaystyle \mathrm {d} \xi } ne peuvent donc être que de même signe :
- {\displaystyle {\mathcal {A}}>0} et {\displaystyle \mathrm {d} \xi >0}, la réaction progresse : des réactifs sont consommés et des produits apparaissent,
- {\displaystyle {\mathcal {A}}<0} et {\displaystyle \mathrm {d} \xi <0}, la réaction régresse : des produits sont consommés et des réactifs apparaissent.

En termes de potentiel thermodynamique, selon les conditions de la réaction, ceci va se traduire :
- par une décroissance de l'énergie libre {\displaystyle F} pour une évolution à volume {\displaystyle V} et température {\displaystyle T} constants : {\displaystyle \mathrm {d} F=\sum _{i=1}^{N}\mu _{i}\,\mathrm {d} n_{i}<0} ;
- par une décroissance de l'enthalpie libre {\displaystyle G} pour une évolution à pression {\displaystyle P} et température {\displaystyle T} constantes : {\displaystyle \mathrm {d} G=\sum _{i=1}^{N}\mu _{i}\,\mathrm {d} n_{i}<0}.

Dans les deux cas, le potentiel thermodynamique décroît. Lorsqu'il atteint un minimum, ce qui correspond à un maximum d'entropie, le système atteint un équilibre.
À l'équilibre, l'entropie atteint un maximum et ne varie plus, alors {\displaystyle {\mathcal {A}}\,\mathrm {d} \xi =0}. Lorsqu'une réaction est équilibrée, cela ne signifie pas qu'il n'y a plus de transformation chimique dans le milieu : des réactifs continuent à se transformer en produits (réaction directe), et des produits à se transformer en réactifs (réaction inverse). L'état d'équilibre obtenu dans ce cas peut être qualifié de dynamique ou stationnaire : les réactions ont toujours lieu, mais globalement leurs effets s'annulent ; par exemple l'une absorbe totalement la chaleur dégagée par l'autre, d'où un bilan énergétique globalement nul. En conséquence, à l'équilibre {\displaystyle \mathrm {d} \xi \neq 0}, d'où :
| À l'équilibre : {\displaystyle {\mathcal {A}}=0} |

### Migration
Lorsqu'un milieu est hétérogène, le potentiel chimique de chaque espèce n'est pas identique en tout point du milieu. Spontanément, chaque espèce migre vers les lieux où son potentiel chimique est le plus bas : l'entropie du système est ainsi maximisée, conformément au deuxième principe de la thermodynamique. Ce phénomène est appelé diffusion de la matière.
On considère un système thermodynamique isolé : il n'échange ni travail, ni chaleur, ni matière avec l'extérieur. Ceci induit notamment que le volume {\displaystyle V} du système est constant. On suppose que ce système est composé de deux compartiments, {\displaystyle \alpha } et {\displaystyle \beta }, séparés par une paroi perméable à la seule espèce chimique {\displaystyle i}. Ces deux compartiments sont supposés être en permanence à l'équilibre mécanique (même pression {\displaystyle P}) et à l'équilibre thermique (même température {\displaystyle T}). Enfin, ce système n'est le siège d'aucune réaction chimique.
Il n'est fait aucune hypothèse quant aux autres espèces chimiques du système (qui peuvent donc être différentes d'un compartiment à l'autre, ou à des concentrations différentes de part et d'autre de la paroi). Les deux compartiments peuvent être dans des phases différentes. La pression {\displaystyle P} et la température {\displaystyle T} peuvent varier. Les volumes des deux compartiments peuvent également varier du moment que le volume global {\displaystyle V} du système reste constant (la paroi séparant les deux compartiments peut être mobile).
La variation d'énergie de chacun des compartiments vaut, en considérant que seule la quantité de l'espèce {\displaystyle i} varie dans les compartiments :
{\displaystyle \mathrm {d} U^{\alpha }=-P\,\mathrm {d} V^{\alpha }+T\,\mathrm {d} S^{\alpha }+\mu _{i}^{\alpha }\,\mathrm {d} n_{i}^{\alpha }}
{\displaystyle \mathrm {d} U^{\beta }=-P\,\mathrm {d} V^{\beta }+T\,\mathrm {d} S^{\beta }+\mu _{i}^{\beta }\,\mathrm {d} n_{i}^{\beta }}
avec :
- {\displaystyle n_{i}^{\alpha }} et {\displaystyle n_{i}^{\beta }} les quantités respectives de l'espèce {\displaystyle i} dans les deux compartiments ;
- {\displaystyle S^{\alpha }} et {\displaystyle S^{\beta }} les entropies respectives des deux compartiments ;
- {\displaystyle U^{\alpha }} et {\displaystyle U^{\beta }} les énergies internes respectives des deux compartiments ;
- {\displaystyle V^{\alpha }} et {\displaystyle V^{\beta }} les volumes respectifs des deux compartiments ;
- {\displaystyle \mu _{i}^{\alpha }} et {\displaystyle \mu _{i}^{\beta }} les potentiels chimiques respectifs de l'espèce {\displaystyle i} dans les deux compartiments.

Le système étant isolé, on a, étant donné le premier principe de la thermodynamique, conservation de son énergie interne totale {\displaystyle U=U^{\alpha }+U^{\beta }} :
{\displaystyle \mathrm {d} U=\mathrm {d} U^{\alpha }+\mathrm {d} U^{\beta }=-P\,\left(\mathrm {d} V^{\alpha }+\mathrm {d} V^{\beta }\right)+T\,\left(\mathrm {d} S^{\alpha }+\mathrm {d} S^{\beta }\right)+\mu _{i}^{\alpha }\,\mathrm {d} n_{i}^{\alpha }+\mu _{i}^{\beta }\,\mathrm {d} n_{i}^{\beta }=0}
Le volume total {\displaystyle V=V^{\alpha }+V^{\beta }} étant constant, on a :
{\displaystyle \mathrm {d} V=\mathrm {d} V^{\alpha }+\mathrm {d} V^{\beta }=0}
On pose {\displaystyle S=S^{\alpha }+S^{\beta }} l'entropie totale du système, on a :
{\displaystyle \mathrm {d} S=\mathrm {d} S^{\alpha }+\mathrm {d} S^{\beta }}
En l'absence d'échange de matière avec l'extérieur et de réaction chimique, on a conservation de la quantité totale {\displaystyle n_{i}=n_{i}^{\alpha }+n_{i}^{\beta }} de {\displaystyle i} :
{\displaystyle \mathrm {d} n_{i}=\mathrm {d} n_{i}^{\alpha }+\mathrm {d} n_{i}^{\beta }=0}
{\displaystyle \mathrm {d} n_{i}^{\beta }=-\mathrm {d} n_{i}^{\alpha }}
On obtient finalement :
On suppose que le potentiel chimique de l'espèce {\displaystyle i} est plus important dans le compartiment {\displaystyle \alpha } que dans le compartiment {\displaystyle \beta }, soit {\displaystyle \mu _{i}^{\alpha }>\mu _{i}^{\beta }}. La température absolue {\displaystyle T} étant toujours positive et, selon le deuxième principe de la thermodynamique, l'entropie du système ne pouvant qu'augmenter, soit {\displaystyle \mathrm {d} S>0}, alors {\displaystyle \mathrm {d} n_{i}^{\alpha }<0}, d'où {\displaystyle \mathrm {d} n_{i}^{\beta }>0}. En conséquence, le corps {\displaystyle i} migre du compartiment {\displaystyle \alpha }, dans lequel son potentiel est le plus important, vers le compartiment {\displaystyle \beta }, de moindre potentiel.
La migration cesse lorsque les potentiels des deux compartiments sont égaux, soit {\displaystyle \mu _{i}^{\alpha }=\mu _{i}^{\beta }} : l'entropie a alors atteint un maximum, soit {\displaystyle \mathrm {d} S=0}.

## Définitions basées sur le potentiel chimique

### Solution idéale
Une solution idéale est définie par la relation :
| Solution idéale : {\displaystyle \mu _{i}^{\varphi ,{\text{id}}}\!\left(P,T,x\right)=\mu _{i}^{\varphi ,*}\!\left(P,T\right)+RT\ln x_{i}} |

avec :
- {\displaystyle x_{i}} la fraction molaire du constituant {\displaystyle i} dans la solution ;
- {\displaystyle \mu _{i}^{\varphi ,{\text{id}}}} le potentiel chimique du composant {\displaystyle i} dans la solution idéale dans la phase {\displaystyle \varphi } ;
- {\displaystyle \mu _{i}^{\varphi ,*}} le potentiel chimique du composant {\displaystyle i} pur, aux mêmes {\displaystyle P}, {\displaystyle T} et phase {\displaystyle \varphi } que la solution idéale ;
- {\displaystyle R} la constante universelle des gaz parfaits.

Le concept de solution idéale lie les propriétés des corps purs à celles d'un mélange dans lequel les molécules des diverses espèces interagissent avec les molécules des autres espèces de la même façon que ces mêmes molécules interagissent avec les molécules de même espèce à l'état de corps purs. Un mélange de gaz parfaits est un exemple de solution idéale, selon le théorème de Gibbs.
Cette relation permet également de montrer que :
- pour le corps {\displaystyle i} pur : {\displaystyle \lim _{x_{i}\to 1}\mu _{i}=\mu _{i}^{*}} ;
- pour le corps {\displaystyle i} infiniment dilué dans un solvant {\displaystyle s} : {\displaystyle \lim _{x_{i}\to 0}\mu _{i}=-\infty }.

### Fugacité et coefficient de fugacité
En 1900 et 1901, Gilbert Lewis introduisit la notion de fugacité d'un corps {\displaystyle i}, notée {\displaystyle f_{i}}, qu'il définit ainsi en 1923, :
| Variation isotherme du potentiel chimique : {\displaystyle \mathrm {d} \mu _{i}=RT\,\mathrm {d} \ln f_{i}} |

La fugacité a la dimension d'une pression.
En intégrant entre l'état de gaz parfait pur et l'état réel, les deux états étant aux mêmes pression et température :
{\displaystyle \mu _{i}-\mu _{i}^{\bullet ,*}=RT\int _{\ln f_{i}^{\bullet ,*}}^{\ln f_{i}}\mathrm {d} \ln f_{i}=RT\ln \!\left({\frac {f_{i}}{f_{i}^{\bullet ,*}}}\right)}
La pression étant la fugacité du gaz parfait pur : {\displaystyle f_{i}^{\bullet ,*}=P}, la fugacité exprime l'écart entre le potentiel chimique {\displaystyle \mu _{i}} d'un corps {\displaystyle i} dans un mélange réel et le potentiel chimique {\displaystyle \mu _{i}^{\bullet ,*}} du même corps à l'état de gaz parfait pur aux mêmes pression et température que le mélange réel :
| Fugacité : {\displaystyle \mu _{i}-\mu _{i}^{\bullet ,*}=RT\ln \!\left({\frac {f_{i}}{P}}\right)} |

Un mélange de gaz parfaits étant une solution idéale selon le théorème de Gibbs, on a la relation :
{\displaystyle \mu _{i}^{\bullet }=\mu _{i}^{\bullet ,*}+RT\,\ln x_{i}}
en introduisant le potentiel chimique {\displaystyle \mu _{i}^{\bullet }} du même corps {\displaystyle i} dans un mélange de gaz parfaits aux mêmes pression, température et composition (fractions molaires {\displaystyle x_{i}}) que le mélange réel. On a donc, en substituant {\displaystyle \mu _{i}^{\bullet }} à {\displaystyle \mu _{i}^{\bullet ,*}} dans la relation obtenue précédemment pour {\displaystyle \mu _{i}}:
{\displaystyle \mu _{i}-\mu _{i}^{\bullet }=RT\int _{\ln f_{i}^{\bullet }}^{\ln f_{i}}\mathrm {d} \ln f_{i}=RT\ln \!\left({\frac {f_{i}}{f_{i}^{\bullet }}}\right)=RT\ln \!\left({\frac {f_{i}}{x_{i}P}}\right)=RT\ln \phi _{i}}
Le rapport entre la fugacité {\displaystyle f_{i}} réelle et la fugacité {\displaystyle f_{i}^{\bullet }=x_{i}P} du gaz parfait en mélange (qui est égale à sa pression partielle) est appelé coefficient de fugacité, il est noté {\displaystyle \phi _{i}} :
| Coefficient de fugacité {\displaystyle \mu _{i}-\mu _{i}^{\bullet }=RT\ln \phi _{i}} {\displaystyle \phi _{i}={\frac {f_{i}}{f_{i}^{\bullet }}}={\frac {f_{i}}{x_{i}P}}} |

Le coefficient de fugacité est adimensionnel.
Le coefficient de fugacité peut être établi pour n'importe quelle phase (gaz, liquide, solide), pourvu que l'on dispose d'une équation d'état permettant de décrire les propriétés de cette phase. Dans la pratique, le coefficient de fugacité est surtout utilisé pour représenter des phases gazeuses.

### Activité chimique et coefficient d'activité
L'activité chimique est une notion introduite par Lewis en 1923. Elle est définie en intégrant la relation qui lie la variation isotherme du potentiel chimique et celle de la fugacité entre un état standard et l'état réel d'un corps {\displaystyle i} dans un mélange, les états réel et standard étant à la même température :
{\displaystyle \mu _{i}-\mu _{i}^{\circ }=RT\int _{\ln f_{i}^{\circ }}^{\ln f_{i}}\mathrm {d} \ln f_{i}=RT\ln \!\left({\frac {f_{i}}{f_{i}^{\circ }}}\right)=RT\ln a_{i}}
avec :
- {\displaystyle \mu _{i}} le potentiel chimique du corps {\displaystyle i} dans la solution réelle ;
- {\displaystyle \mu _{i}^{\circ }} le potentiel chimique du corps {\displaystyle i} dans l'état standard à la même température que l'état réel ;
- {\displaystyle f_{i}} la fugacité du corps {\displaystyle i} dans le mélange réel ;
- {\displaystyle f_{i}^{\circ }} la fugacité du corps {\displaystyle i} dans l'état standard à la même température que l'état réel ;
- {\displaystyle a_{i}} l'activité chimique du corps {\displaystyle i} entre le mélange réel et l'état standard à la même température que l'état réel.

L'activité chimique est définie par le rapport des fugacités réelle et dans l'état standard :
| Activité {\displaystyle \mu _{i}-\mu _{i}^{\circ }=RT\ln a_{i}} {\displaystyle a_{i}={\frac {f_{i}}{f_{i}^{\circ }}}} |

L'activité est adimensionnelle.
La notion d'activité est surtout employée pour exprimer l'écart entre le potentiel chimique {\displaystyle \mu _{i}} d'un corps {\displaystyle i} dans un mélange réel et le potentiel chimique {\displaystyle \mu _{i}^{\text{id}}} du même corps dans une solution idéale aux mêmes pression, température et composition (fractions molaires {\displaystyle x_{i}}), et dans la même phase que le mélange réel :
{\displaystyle \mu _{i}-\mu _{i}^{\text{id}}=RT\int _{\ln f_{i}^{\text{id}}}^{\ln f_{i}}\mathrm {d} \ln f_{i}=RT\ln \!\left({\frac {f_{i}}{f_{i}^{\text{id}}}}\right)=RT\ln \!\left({\frac {a_{i}}{x_{i}}}\right)=RT\ln \gamma _{i}}
avec {\displaystyle f_{i}^{\text{id}}=x_{i}\cdot f_{i}^{*}} la fugacité en solution idéale. L'état standard est le corps {\displaystyle i} pur aux mêmes pression et température, dans la même phase que la solution réelle, dont la fugacité est {\displaystyle f_{i}^{*}}. Le rapport entre la fugacité réelle et la fugacité en solution idéale est appelé coefficient d'activité, il est noté {\displaystyle \gamma _{i}} :
| Coefficient d'activité {\displaystyle \mu _{i}-\mu _{i}^{\text{id}}=RT\ln \gamma _{i}} {\displaystyle \gamma _{i}={\frac {f_{i}}{f_{i}^{\text{id}}}}={\frac {f_{i}}{x_{i}\cdot f_{i}^{*}}}={\frac {a_{i}}{x_{i}}}} |

Le coefficient d'activité est adimensionnel.
Le coefficient d'activité peut être établi pour n'importe quelle phase (gaz, liquide, solide), pourvu que l'on dispose d'un modèle permettant de décrire les propriétés de cette phase. Dans la pratique, le coefficient d'activité est surtout utilisé pour représenter les phases condensées (liquide et solide), avec comme état de référence le corps {\displaystyle i} pur aux mêmes pression et température, et dans la même phase que le mélange réel.